# Patricia Cornwell
Patricia Cornwell, född som Patricia Carroll Daniels den 9 juni 1956 i Miami i Florida, är en amerikansk författare. Cornwell har bland annat skrivit deckare om rättsläkaren Kay Scarpetta.

## Biografi
Patricia Cornwell, då Daniels, föddes i Miami 1956. Efter att hennes far lämnat familjen flyttade hon med sin mor och sina bröder till Montreat i North Carolina. Deras mor drabbades av depression och Cornwell placerades i fosterhem. År 1979 började hon arbeta på The Charlotte Observer. Hennes första bok, en biografi om familjevännen Ruth Bell Graham, fru till evangelisten Billy Graham, publicerades 1983. En tid därefter började hon arbeta för rättsläkaren i Richmond, Virginia. 1990 publicerades hennes första kriminalroman, Den osynlige (Postmortem), som vann flera priser, bland annat Edgar Award. I boken introduceras karaktären Kay Scarpetta som varit huvudperson i många av Cornwells böcker. 
Cornwell skrev en fackbok i vilken hon sade sig ha löst gåtan om vem Jack Uppskäraren var, det vill säga konstnären Walter Sickert. Etablerade forskare på området har helt avfärdat Cornwells påståenden.
Cornwells böcker om Win Garano, At Risk och The Front, samt Hornet's Nest, har filmats för TV.

### Privatliv
Hon gifte sig år 1979 med Charles Cornwell. De separerade år 1989.
År 2005 gifte hon sig i Massachusetts med Staci Ann Gruber.
I ungdomen led Cornwell av anorexia och hon lider av bipolär sjukdom.

### Skönlitteratur
Kay Scarpetta
- 01. Postmortem (1990; "Den osynlige")
- 02. Body of Evidence (1991; "Indicier")
- 03. All That Remains (1992; "Allt som återstår")
- 04. Cruel and Unusual (1993; "Kuslig likhet")
- 05. The Body Farm (1994; "Kroppsspråk")
- 06. From Potter's Field (1995; "Offer utan namn")
- 07. Cause of Death (1996; "Dunkla vatten")
- 08. Unnatural Exposure (1997; "Dödlig smitta")
- 09. Point of Origin (1998; "Eldens öga")
- 10. Scarpetta's Winter Table (1998; "")
- 11. Black Notice (1999; "Mörkrets makt")
- 12. The Last Precinct (2000; "Sista Utvägen")
- 13. Blow Fly (2003; "Flyg fula fluga")
- 14. Trace (2004; "Dödligt spår")
- 15. Predator (2005; "Rovdjuret")
- 16. Book of the Dead (2007; "De dödas bok")
- 17. Scarpetta (2008; "Scarpetta")
- 18. The Scarpetta Factor (2009; "Mord i Central Park")
- 19. Port Mortuary (2010; "Skuggor ur det förflutna")
- 20. Red Mist (2011; "Röd dimma")
- 21. The Bone Bed (2012; "Grön död")
- 22. Dust (2013)
- 23. Flesh and Blood (2014)
- 24. Depraved Heart (2015)
- 25. Chaos (2016)
- 26. Autopsy (2021)
- 27 Livid (2022)
- 28 Unnatural death (2023)

Andy Brazil/Judy Hammer
- Hornet's Nest (1996; "Getingboet")
- Southern Cross (1998; "Fula fiskar")
- Isle of Dogs (2001; "Farligt fiske")

Win Garano
- At Risk (2006; "Farozonen")
- The Front (2008)

### Övrigt
- Ruth, A Portrait: The Story of Ruth Bell Graham (1983)
- Scarpetta's Winter Table (1998)
- Life's Little Fable (1999, barnbok)
- Food to Die For: Secrets from Kay Scarpetta's Kitchen (2001)
- Portrait of a Killer: Jack the Ripper - Case Closed (2002; "Porträtt av en mördare. Jack Uppskäraren - Fallet avslutat")

## Priser och utmärkelser
- The New Blood Dagger 1990 för Postmortem
- The Gold Dagger 1993 för Cruel and Unusual